# ヒッポニコス3世
ヒッポニコス（希：Ἱππονίκος、ラテン文字転記：Hipponicos、紀元前5世紀、生没年不明）はアテナイの政治家・将軍である。
ヒッポニコスはペルシア戦争でのペルシアとの講和（カリアスの和約）を成し遂げたカリアス2世の息子で、カリアス3世、ヘルモゲネス、そしてアルキビアデスと結婚したヒッパレテ、イソクラテスの父テオドロスと結婚したもう一人の娘の父である。妻はペリクレスの寡婦である。ヒッポニコスは「ギリシア随一の富裕で、家柄においても市民の誰にも引けを取るものでなく、同時代において最も尊敬と讃嘆を集めていた」と言われる富豪であった。
ヒッポニコスはペロポネソス戦争中の紀元前426年にタナグラの戦いに将軍の一人として参加し、勝利した。
また、ある時にヒッポニコスは祖国へ奉納する銅像を作ろうとした。この時、名工として有名だったポリュクレイトスに作らせれば良いと言われると、ヒッポニコスは奉納者より製作者の名誉になるものを作りたくはないと答えたという。

## 註
1. ↑  アンドキデス, 「アルキビアデス弾劾」, 13
2. ↑  プルタルコス, 「アルキビアデス」, 8
3. ↑  プラトン, 『クラテュロス』, 384a
4. 1 2  イソクラテス, 「競争戦車の四頭馬について」, 31
5. ↑  プルタルコス, 「ペリクレス」, 24
6. ↑  トゥキュディデス, III. 91
7. ↑  ディオドロス, XII. 65
8. ↑  アイリアノス, XIV. 16